# Ягільницька трагедія
«Ягільницька трагедія» — масовий розстріл гестапівцями українців 27 листопада 1942 року між Чортковом і Ягільницею (нині — Чортківського району Тернопільської области, Україна).

## Відомості
14 жовтня 1942 року німці-нацисти перевезли 20 українців, звинувачених у приналежності до ОУН, із тюрми в м. Коломиї (нині Івано-Франківська область) до тюрми в Чорткові, а 27 листопада 52 в'язні (серед них — хворі на тиф з інфекційної лікарні) розстріляли на полі поблизу Ягільниці, за 300—400 м від дороги. Формальний привід для арешту й розправи — убивство у Львові одного з керівників гестапо.
Жертви трагедії — мешканці міст Тернополя, Дрогобича (нині Львівська область), Коломийщини, населених пунктів Станиславщини (нині Івано-Франківська область) та інші.
На третю добу після каральної акції за розпорядженням Чортківський осередок ОУН, жителі довколишніх сіл насипали могилу і встановили хрест ні місці розстрілу, але згодом німці її зрівняли з землею.
29 листопада 1992 року біля Ягільниці споруджено й освячено пам'ятний металевий хрест.
На початку жовтня 2017 року було віднайдено місце розстрілу. Допомогли цьому лиси, які тут вирили нору й витягнули назовні фрагменти кісток людей. 3 жовтня 2017-го розкопки розпочали працівники меморіально-пошукового підприємства «Доля», а вже наступного дня почали ексгумацію тіл.
19 листопада 2017 року останки жертв перепоховали на цвинтарі по вул. Степана Бандери в м. Чорткові.

## Список жертв
Список 52-х українців, які були розстріляні 27 листопада 1942 року на полі між Чортковом і Ягільницею на Тернопільщині.
1. о. Павло Витвицький, священник
2. Степан Сатурський, правник
3. Василь Мельничук
4. Роман Сельський, інженер
5. Микола Сорук
6. Володимир Сидорук
7. Юрій Сливка
8. Володимир Мегера, абсольвент
9. Олекса Коссак, адвокат, доктор
10. Богдан Ліцовський
11. Володимир Тихович, працівник книгарні
12. Степан Тулівський
13. Михайло Парасюк, директор тютюнової фабрики
14. Дмитро Григорович, учитель
15. Володимир Левицький
16. Василь Юрах, урядник
17. Євстахій Закшевський, учитель
18. Петро Кушнірик, рільник
19. Іван Миськів
20. Микола Станіславів, директор друкарні
21. Михайло Копач, складач (робоча спеціальність у друкарні — А.Б.)
22. Михайло Ходорівський, складач
23. Іван Пришлюга, складач
24. Теодор Бічованець, купець
25. Михайло Печерський, секретар громади
26. Осип Ревуцький, рільник
27. Микола Ревуцький, учитель
28. Микола Терлицький, рільник
29. Іван Бабак, крамар
30. Петро Змисловий, рільник
31. Іван Кобелецький, рільник
32. Микола Гамаровський, рільник
33. Михайло Патик, рільник
34. Осип Мельникович, солтис
35. Михайло Мельникович, рільник
36. Михайло Сілецький, рільник
37. Микола Жовнірчук, річьник
38. Осип Чайка, солтис
39. Осип Немерівський, рільник
40. Василь Магур, рільник
41. Іван Борис, рільник
42. Іван Висащак, купець
43. Ілько Гаргас, крамар
44. Михайло Шпот, річьник
45. Михайло Бурко, річьник
46. Петро Сорока, секретар громади
47. Степан Борис, солтис
48. Степан Немерівський, річьник
49. Юрій Панчишин, дяк
50. Гірняк, робітник
51. Володимир Мудрий, урядник
52. Василь Попель, інж-тех.

## У літературі
Андрій Базалінський видав книжку «Нас постріляли німці в сорок другому…» (2003).